# Потёмкин, Пётр Петрович
Пётр Петрович Потёмкин (20 апреля (2 мая) 1886 года, Орёл — 21 октября 1926, Париж) — русский поэт, переводчик, драматург, литературный критик, шахматист.

## Биография

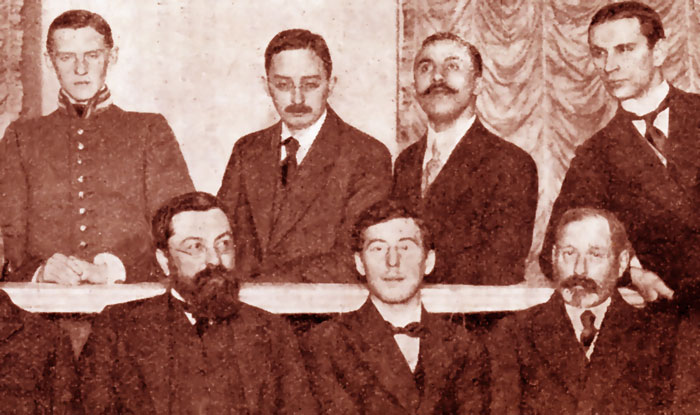
Комитет участников Всероссийского шахматного турнира в Петербурге. Слева направо, сидят: Н. Н. Кутлер, Г. Я. Левенфиш и Я. Таубенгауз; стоят: А. А. Алехин, Б. Грегори, Е. Д. Боголюбов и П. П. Потёмкин. «Нива» № 7, 1914

Из дворян. Отец, Пётр Денисович, был преподавателем гимназии, затем служащим Риго-Орловской железной дороги.
Учился в гимназиях в Риге, Томске, Санкт-Петербурге. В 1904 году поступил на физико-математический факультет Санкт-Петербургского университета, в 1909 году перешёл на историко-филологический факультет, но в 1910 году отчислен «как не внёсший плату за учение». Затем занимался литературной деятельностью, сотрудничал в различных газетах и журналах. После революции жил в Москве. 
С 1920 года — в эмиграции в Кишинёве (Румыния, 1920—1924), потом в Берлине, Праге и Париже. В марте 1923 года вступил в масонскую ложу «Астрея». В 1926 году сыграл эпизодическую роль в фильме А. Волкова «Казанова». 19 октября заболел гриппом и через два дня скончался после сильного сердечного приступа. Похоронен на кладбище Пантен, впоследствии прах был перенесён на кладбище Пер-Лашез.
В 1911 году женился на актрисе Евгении Александровне Хованской (1887—1977), которой посвятил много стихов. В ноябре 1920 года из страны эмигрировал уже со второй женой Любовью Дмитриевной (? — 10 июня 1950, Буэнос-Айрес) и маленькой дочерью Ириной.

## Литературная деятельность

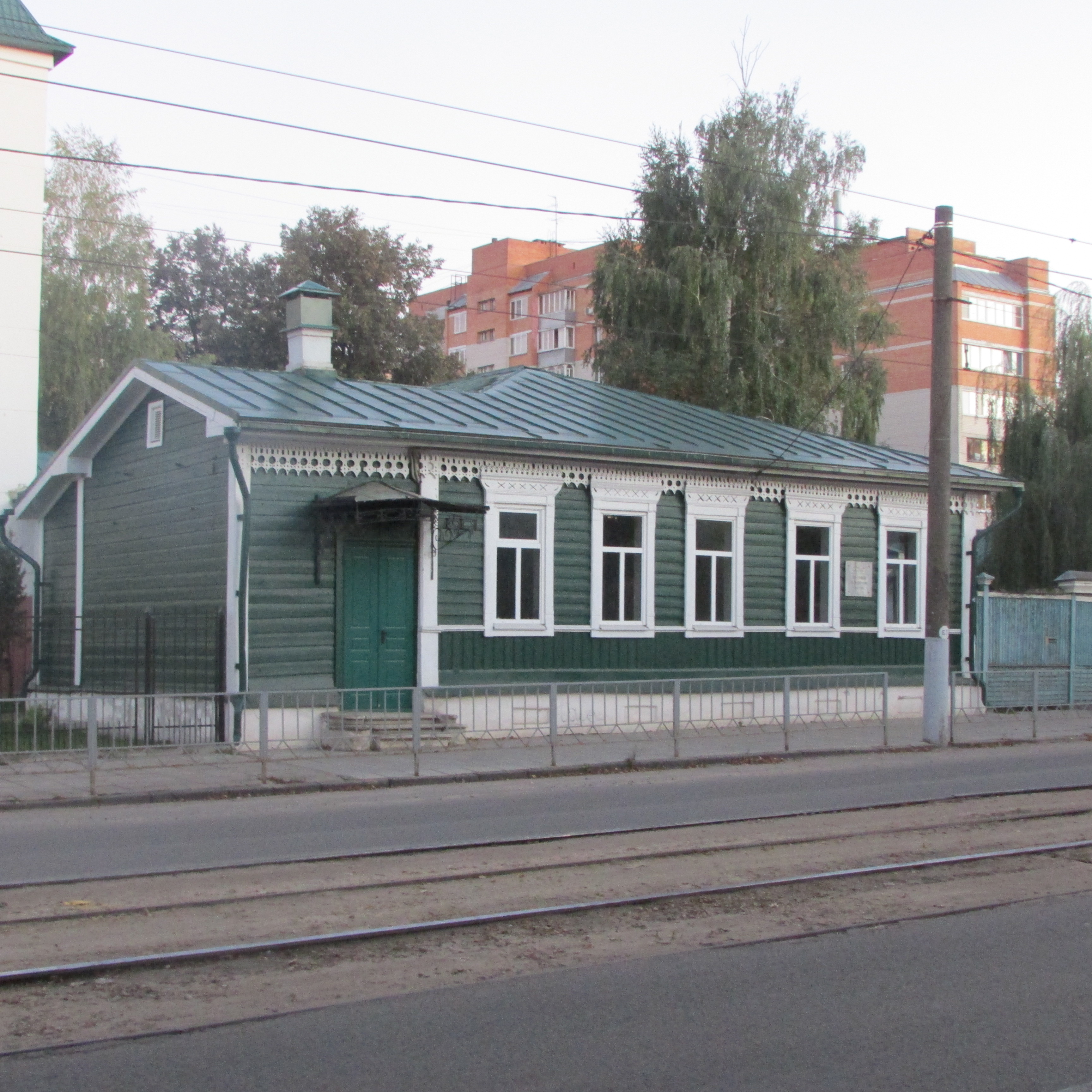
Дом, в котором родился и жил поэт П. П. Потёмкин

Ещё студентом дебютировал «Диалогом Хилкова с Грибоедовым» в 1905 году во втором номере сатирического журнала «Сигнал», издававшемся К. И. Чуковским. Под псевдонимами  «Пикуб», «Андрей Леонидов» в журнале «Сигналы» помещает сатирические стихи на злободневные темы.  После запрещения журнала «Сигналы» в 1906 году печатал сатирические стихи и пародии в сатирических сборниках «Рапира», «Маски», «Комета», «Ночь», «Ёж», «Водолаз» и других. В декабре 1906 года получил приз журнала «Золотое руно» за лучшее стихотворение о дьяволе (Дьявол // Золотое руно. 1907. № 1). В эти годы Потёмкин посещал литературный кружок при университете, литературные вечера у Ф. К. Сологуба, знакомился с известными писателями и деятелями искусства, близкими к «Миру искусства» (М. А. Кузминым, В. Ф. Нувелем, К. А. Сомовым, А. Н. Бенуа и другими). Отчёты об обсуждениях его стихов, часто имевших скандальный характер, печатались в газетах, благодаря чему имя Потёмкина приобретало известность.
В 1908 году вышел первый сборник стихов «Смешная любовь», вызвавший многочисленные рецензии. В этом же году Потёмкин стал одним из главных авторов и сотрудником редакции нового журнала «Сатирикон». Он познакомился с Н. С. Гумилёвым, А. Н. Толстым, начал посещать «башню» Вяч. И. Иванова на Таврической улице.
Потёмкин был автором нескольких эстрадных пьесок, скетчей, ставившихся в театрах-кабаре «Бродячая собака» в Петербурге и «Летучая мышь» в Москве. В 1912 году выпустил второй сборник стихов «Герань».
Стихи Потёмкина нравились В. В. Маяковскому, В. Я. Брюсову, И. Ф. Анненскому. И очень не нравились А. А. Блоку. В 1924 году в берлинском издательстве «Волга», которое возглавлял Борис Скоморовский, отдельным изданием вышла его поэма «Зелёная шляпа».
В эмиграции Потёмкин переводил чешских и немецких поэтов, печатал в русскоязычных журналах и альманахах стихи и рецензии. Были изданы ещё несколько книг. Совместно с С. Л. Поляковым-Литовцевым написал пьесу «Дон-Жуан — супруг Смерти» (1925, опубликована в 1928 году).

## Шахматы
Одним из увлечений Потёмкина были шахматы, в студенческие годы он принимал участие в домашних турнирах, которые происходили в квартире В. А. Пяста (Пяст писал в воспоминаниях, что именно у него Потёмкин во время таких турниров знакомился с новыми сборниками стихов поэтов-символистов). Впоследствии стал членом Петербургского шахматного собрания, занимался организацией турниров, сам участвовал в турнирах первой категории. В это же время познакомился с А. А. Алехиным, играл с ним в домашних и официальных турнирах. Наиболее известна партия, которую Потемкин проиграл Алехину в зимнем турнире Петербургского шахматного собрания 1912 года. В 1914 году выиграл в сеансе одновременной игры у Х. Р. Капабланки, гастролировавшего в Петербурге.
В Праге Потёмкин был членом местного шахматного клуба «Алехин». В июле 1924 года только что основанная Международная федерация шахмат (ФИДЕ) устроила «чемпионат мира среди любителей», в котором Потёмкин выступал под флагом старой России. В 1925 году в Париже организовал «Русский шахматный кружок», который после смерти Потёмкина получил его имя и просуществовал до 1950-х годов.
Потёмкин является автором девиза ФИДЕ: «Gens una sumus» («Мы — одно племя»).

## Книги
- Смешная любовь: 1-я книга стихов. — СПб., 1908. — 79 с.
- Боба Сквозняков: [Стихи для детей]. — СПб., [1912]. — 47 с. (В соавторстве с В. В. Князевым).
- Герань: Книга стихов. — СПб.: изд. Корнфельда, 1912. — 204, [4] с. (Переизд.: СПб., 2005. 210 с. ISBN 5-98187-074-5.)
- Отцветшая герань. То, чего не будет: [Стихи]. — Берлин, 1923. — 135 с.
- Зелёная шляпа: [Стихи для детей]. — Berlin: Волга, 1924. — [20] с.
- Избранные страницы. Дон Жуан — супруг смерти (с С. Поляковым-Литовцевым). Париж, 1928.

## Адреса

### В Петербурге
- Загородный проспект, 17.

### В Париже
- Улица Доктора Гужона, 15; XII округ.